# قوریان
قوریان یک روستا در ایران است که در دهستان جلگه ماژان شهرستان خوسف واقع شده‌است. قوریان ۸۰ نفر جمعیت دارد.